# Shyll
Shyll(쉴, 1989년 7월 6일 ~ )는 대한민국의 비트메이커이자 DJ, 디자이너이다. 본명은 서희강이며 2010년에 Shyll & ParaNoyd [Dark Silhouette]으로 데뷔하였다. 공군 779기 출신으로 공군본부 미디어콘텐츠과에서 컨텐츠제작병으로 복무하였다. 복무 중 세계 3대 디자인 어워드 중 하나인 독일 iF 디자인 어워드에서 입상한 경력이 있다. 세계 3대 디자인 어워드에서 현역 군인이 수상한 최초 사례이다.